# پارک موضوعی

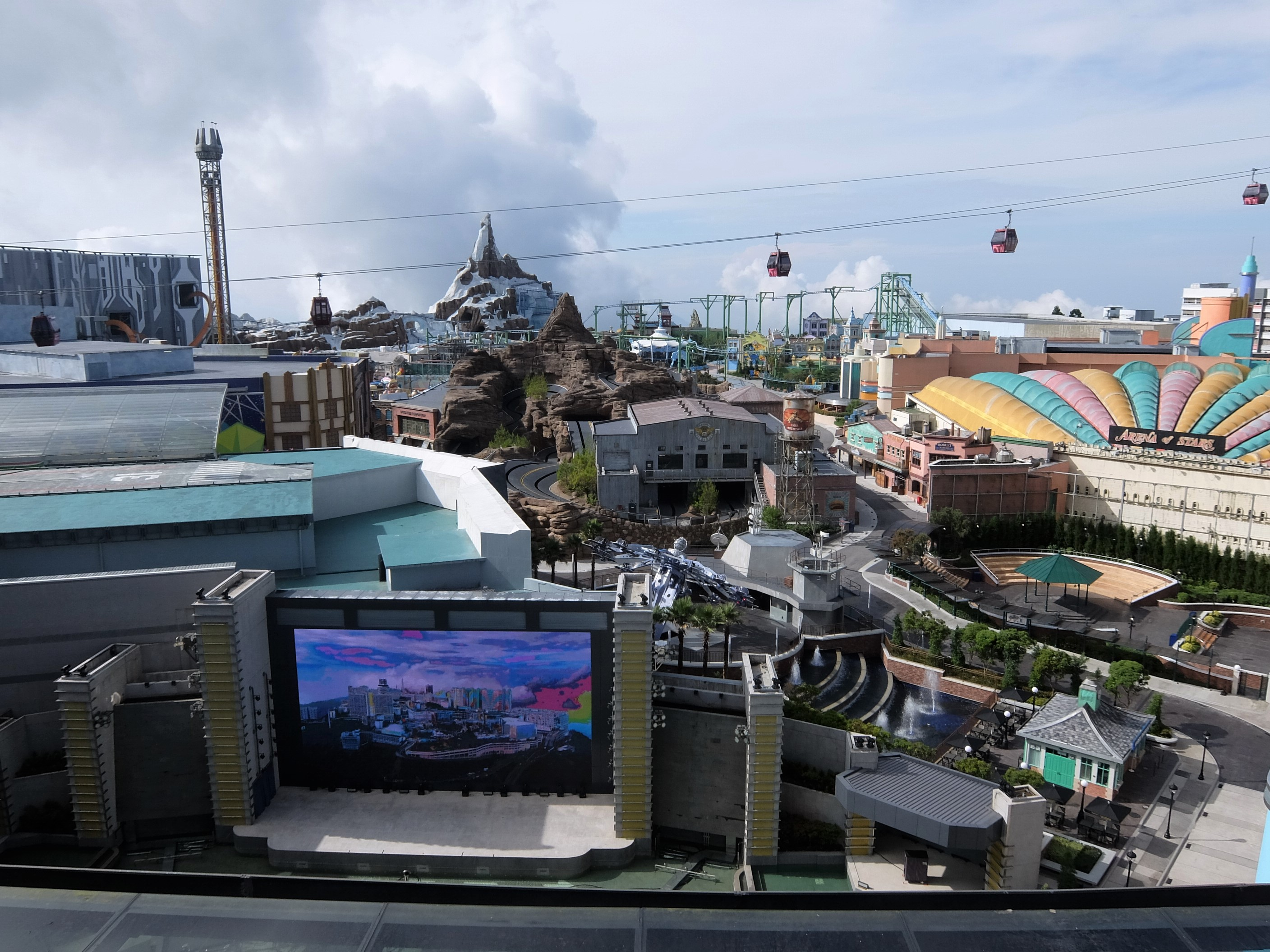
پارک موضوعی

پارک موضوعی یا تم پارک یا تماتیک پارک (به انگلیسی: Theme park) اصطلاحی عمومی است برای یک مجموعه از مسیرهای گردشگری و دیگر جذابیت‌های سرگرم‌کننده ای که به هدف گرد هم آوردن گروه کثیری از مردم کنار هم چیده شده‌اند. معماری یک پارک موضوعی با دقت استادانه تری از یک پارک شهری یا زمین بازی انجام می‌شود که معمولاً به منظور ایجاد جذابیت برای کودکان، نوجوانان و بزرگسالان تدارکات ویژه ای در نظر گرفته می‌شود.
پارک موضوعی نوعی از پارکهای تفریحی است که حول محور یک یا چند موضوع ساخته می‌شود.
گاهی یک پارک موضوعی شامل بخشهای متفاوتی است که هر یک بازگو کننده یک داستان ویژه اند. سایر پارکهای غیر موضوعی عموماً بر حسب عناصر افزوده (المان‌ها، وسایل بازی و ورزش، کافه و رستوران داخل پارک و …) موضوعی پیدا می‌کنند، درحالی‌که در سرتاسر یک پارک موضوعی، همه چیز حول محور موضوع پارک ایفای نقش می‌کنند.

### موضوعات پارک تماتیک
- بانوان
- ورزشی
- موزه
- علمی
- تاریخی
- آموزشی

## نمونه‌هایی از پارک‌های موضوعی
- دیزنی لند

### در ایران
- تم پارک سنتر کیش[۲]

- سرزمین تمدن ها: این پارک موضوعی در پارکینگ شماره ٣ برج میلاد با حضور شهردار وقت تهران، علیرضا زاکانی افتتاح شد.[۳] این پارک در فضای باز با گستره ۱۵ هزار متر مربع در قالب دکور تاریخی هر کشور اجرا می شود که در هر کدام، آیین، تاریخ، آداب و رسوم و سنبل کشورهای حوزه مقاومت شامل ایران، عراق، یمن، سوریه، لبنان و فلسطین به مخاطب معرفی می‌شود.[۴]